# 水銀燈の今宵もアンニュ〜イ
『水銀燈の今宵もアンニュ〜イ』（すいぎんとうのこよいもアンニュ〜イ）はアニメ『ローゼンメイデン』関連のイベントにおけるラジオ番組風コーナーおよびラジオCDである。

## 概要
2006年8月に開催された『TBSアニメフェスタ'06』の『ローゼンメイデン』コーナーで、その作品の登場人物の一人である水銀燈がラジオパーソナリティを務めると言う設定で同名のコーナーが開かれ、水銀燈役の田中理恵が自らのキャラになりきった。
その田中がパーソナリティを務めるアニラジ『有楽町アニメタウン』（ニッポン放送）でも、2006年冬に放映の『ローゼン』の特別編の正式題名が決定した記念として、再び水銀燈をフィーチャーした期間限定のコーナー『オーベルちゃん、新解釈ぅ~』が二度にわたって展開された。
そして、その特別編『ローゼンメイデン オーベルテューレ』の展開に合わせて、2007年2月21日発売の同作DVD初回限定版の特典としてCD化される事が決定し、同年1月5日より、ランティスウェブラジオにて予告編が2度にわたって配信され、リスナーからのメールを募った。
更に新規録音のソロCD版も順次発売されている（詳細は後述）。遂には『アニメージュ』2008年1月号の付録CD「アニメージュ出張版」も登場している。
2008年4月にvol.4が発売される予定だったが、中止となった。
新アニメ版放送に伴い、2013年11月に『新・水銀燈の今宵もアンニュ〜イ』が発売された。

## 番組内容
- 『予告編』配信サイト:ランティスウェブラジオ
  - 『オーベルテューレ』付属版（計2回配信）、『ソロCD版vol.2予告』
- 『オーベルテューレ（初回限定版に『水銀燈の今宵もアンニュ〜イ』〜ローゼンメイデン・ウェブラジオ 薔薇の香りのGarden Party」番外編〜付属）』発売日：2007年2月21日
- 『「ローゼンメイデン・ウェブラジオ 薔薇の香りのGarden Party」番外編／水銀燈の今宵もアンニュ〜イ』発売日：2007年3月21日
- 『「ローゼンメイデン・ウェブラジオ 薔薇の香りのGarden Party」番外編／水銀燈の今宵もアンニュ〜イ Vol.2』発売日：2007年6月27日
- 『「ローゼンメイデン・ウェブラジオ 薔薇の香りのGarden Party」番外編／水銀燈の今宵もアンニュ〜イ Vol.3 クリスマススペシャル』発売日：2007年12月5日
- 『水銀燈の今宵もアンニュ〜イ アニメージュスペシャル』（徳間書店『アニメージュ』2008年1月号付録CD）発売日：2007年12月10日
- 6月4日発売予定だった【水銀燈の今宵もアンニュ～イ Vol.4】は都合により発売中止となった。
- 『新・水銀燈の今宵もアンニュ〜イ』発売日：2013年11月27日

## 主なコーナー
フツオタ
その名の通り、普通のお便りを読むコーナー。
水銀燈の｢ジャンクにしてあげる｣
リスナーの悩みを水銀燈が一刀両断するコーナー。 ただし、殆どの相談は切って捨てられている。
ジャンク王決定戦（ソロCD版Vol.2のみ）
上記のコーナーを翠星石との2人メインにして、審査員に蒼星石とめぐを加えたバージョン。
私の黒い天使様
水銀燈の心を揺さぶり、ミーディアムの座を狙える名言をリスナーから募集。
CM（CD版のみ）
水銀燈に縁深い乳酸菌を絡めたパロディCMのほか、ソロCD版には真紅やジュン、名探偵くんくんが出演のバージョンもある。
柿崎めぐの幸せ診察室
ソロCD版Vol.2でめぐがアシスタントに昇格した記念として設けられたコーナー。
放送後記
声優陣によるフリートーク。ソロCD版Vol.2では出演声優6人全員勢揃いが実現した。

## 出演
- パーソナリティ：水銀燈（田中理恵）
- アシスタント：柿崎めぐ（河原木志穂）※ソロCD版Vol.2より。
  - 当シリーズでのめぐは、本編以上に恐れ知らずの性格となった結果、水銀燈のペースを散々撹乱させている。

### ゲスト
ソロCD版Vol.1
- 柿崎めぐ（河原木志穂）

ソロCD版Vol.2
- 翠星石（桑谷夏子）
- 蒼星石（森永理科）

その他にも真紅（沢城みゆき）やジュン（真田アサミ）、雛苺（野川さくら）、名探偵くんくん（津久井教生）も劇中劇に登場（Vol.2の放送後記では出演者全員、Vol.3の放送後記では野川と津久井も出演。ソロCD版の別収録分では沢城と真田も出演）。